# 사화 와카집
《사화와카집》(詞花和歌集, 시카와카슈)은 1144년, 임금의 자리를 양위하고 인(院), 즉 상왕이 된 스토쿠인이 후지와라노 아키스케에게 하명해 1151년 완성했다. ≪사화와카집≫은 바로 직전의 ≪금엽와카집≫이 완성된 후, 20여 년의 시간밖에 지나지 않았기 때문에, 되도록 소규모의 작품을 염두에 두고 제작된 것으로 보인다. 1151년 초도본(初度本)이 완성된 후, 스토쿠인에게 헌상했지만, 그중 몇몇 노래를 빼고 노래를 정선할 것을 명 받아, 그해 최종적으로 2도본(二度本)이 완성되었다.
≪사화와카집≫은 기획 단계에서부터 400여 수로 규모를 억제한 탓에 칙찬집에 노래를 싣지 못한 가인들도 많았고, 그에 반해 수가(秀歌)라고는 볼 수 없는 노래들이 포함되었기에 ≪사화와카집≫ 선가에 대한 잡음 역시도 끊이지 않았던 것으로 보인다. 실제 ≪사화와카집≫은 내용 면에서 슌제의 지적대로 양극단을 달리는 노래들이 다소 눈에 띄지만 그 중간 지점의 노래들, 담백한 서경가(叙景歌)나, 온화하면서도 애틋한 느낌의 노래도 많이 수록되어 있는 것이 사실이다. 이렇듯 ≪사화와카집≫에 질적으로 다양한 노래들이 담겨 있는 것을 통해, 당시의 가단이 얼마나 문호를 넓혀 폭넓은 층의 가인들을 포용했었는지를 짐작해 볼 수 있다. 더 나아가 이는 ≪사화와카집≫이 고대 와카의 전통에 안주하지 않고 중세 와카로 새롭게 발돋움하기 위한 시행착오와 다양한 모색의 시도 끝에 탄생한 칙찬 와카집임을 웅변하는 것이기도 하다.

## 같이 보기
- 신고금 와카집